# سيلفرمونت
سيلفرمونت هي البنية الدقيقة لمعالجات أتوم (أنتل) وسيليرون وبنتيوم منخفضة الطاقة، والتي تُستخدم في منتجات شركة إنتل ذات أنظمة الرقاقات، حيث تُشكل بنية سيلفرمونت البنية الأساسية لأربع عائلات من معالجات أنظمة الرقاقات، وهي:
- ميريفيلد ومورفيلد: وهي عبارة عن أنظمة رقاقات للمستهلكين مُخصصة للهواتف الذكية.
- باي تريل: وهي عبارة عن أنظمة رقاقات للمستهلكين مُخصصة لأجهزة الحواسيب اللوحية، وأجهزة الحواسيب الهجينة، والحواسب المحمولة الصغيرة، وأجهزة الحواسيب المكتبية الصغيرة، والأنظمة المدمجة وأنظمة السيارات.
- أفوتون: وهي عبارة عن أنظمة رقاقات مخصصة للخوادم الصغيرة وأجهزة التخزين
- رانجيلي: وهي عبارة عن أنظمة رقاقات مُخصصة للشبكات والبنية التحتية للاتصالات.

تُعتبر بنية سيلفرمونت هي خليفة بنية بونيل، وتستند عملية تصنيعها إلى تقنية أحدث بدقة 22 نانومتر التي سبق استخدامها في معمارية أيفي بريدج، مع استبدال تقنية خيوط المعالجة الفائقة بتقنية التنفيذ خارج الترتيب.
أعلن عن إطلاق بنية سيلفرمونت في وسائل الإعلام لأول مرة في 6 مايو (أيار) 2013، في المقر الرئيسي لشركة إنتل في مدينة سانتا كلارا بولاية كاليفورنيا. بعد أن صرحت شركة إنتل مرارًا وتكرارًا أن أجهزة باي تريل الأولى ستكون متاحة خلال فترة عطلة عام 2013، على حين أظهرت الشرائح المسربة أن نافذة إصدار باي تريل-تي حددت تاريخ الطرح رسميًّا خلال الفترة ما بين 28 أغسطس (آب) إلى 13 سبتمبر (أيلول) 2013. طُرحت مُعالجات أفوتون و رانجيلي رسميًا في الأسواق في النصف الثاني من عام 2013، ثُم أعلن عن طرح أجهزة ميريفيلد الأولى في النصف الأول من عام 2014. وبحسب نموذج تيكتوك، فإن بنية أيرمونت تُعتبر بمثابة النموذج ذو دقة 14 نانومتر من سيلفرمونت، والذي أطلق لأول مرة في أوائل عام 2015 وظهر لأول مرة في معالج أتوم إكس 7- زد 8700 كما استُخدم في مايكروسوفت سيرفس 3، وتخدم بنية إيرمونت الدقيقة عائلات أنظمة الرقاقة التالية:
- براسويل: وهي عبارة عن أنظمة رقاقة للمستهلكين موجهة لأجهزة الحواسيب.
- شيري تريل: وهي عبارة عن أنظمة رقاقة للمستهلكين موجهة للأجهزة اللوحية.

كما تُستخدم النوى القائمة على سيلفرمونت، بعد تعديلها، في تكرار الهبوط لشرائح إكسيون بي إتش آي التي تنتجها شركة إنتل.